# Андреевский флаг
Андре́евский флаг — кормовой флаг кораблей Российского императорского флота и Военно-морского флота Российской Федерации. Представляет собой белое прямоугольное полотнище с синим (голубым) диагональным Андреевским крестом. Назван по имени апостола Андрея Первозванного, распятого, по преданию, на косом кресте.

## Происхождение символа

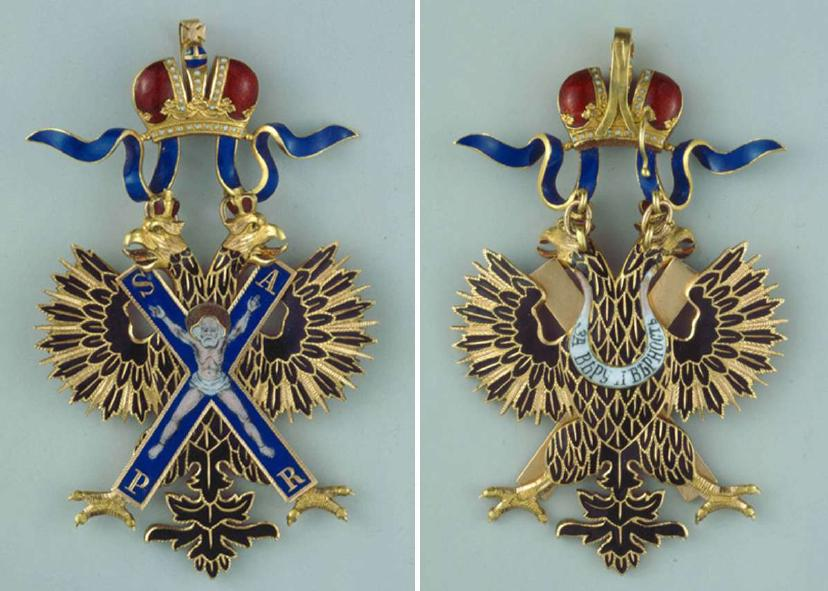
Знак ордена Святого апостола Андрея Первозванного. Лицевая (слева) и оборотная стороны знака

Символика Андреевского креста уходит корнями в историю раннего христианства. Апостол Андрей являлся братом апостола Петра, оба брата ловили рыбу в Галилейском море. Считается, что Андрей был первым, кого призвал к себе в ученики Иисус Христос, поэтому он и назван Первозванным. Апостол Андрей стал известным после неустанного проповедования христианства и принятия мученической смерти на косом кресте в греческом городе Патры.
Согласно преданию, апостол Андрей посещал земли будущей Руси, в связи с чем он считается святым покровителем России. Кроме этого, святой Андрей признан покровителем мореплавания.

## История русского Андреевского флага

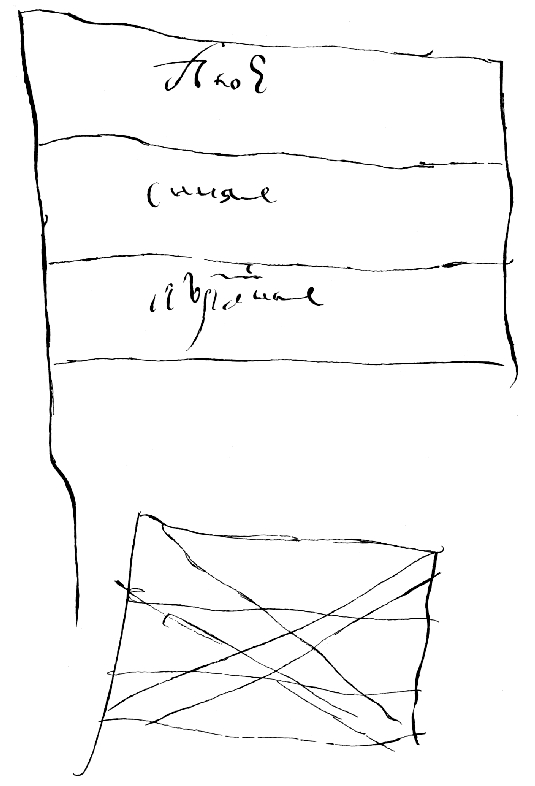
Собственноручный рисунок Петра I с указанием, какие надо делать флаги (внизу изображён трёхполосный флаг, пересечённый Андреевским крестом). 1699 год

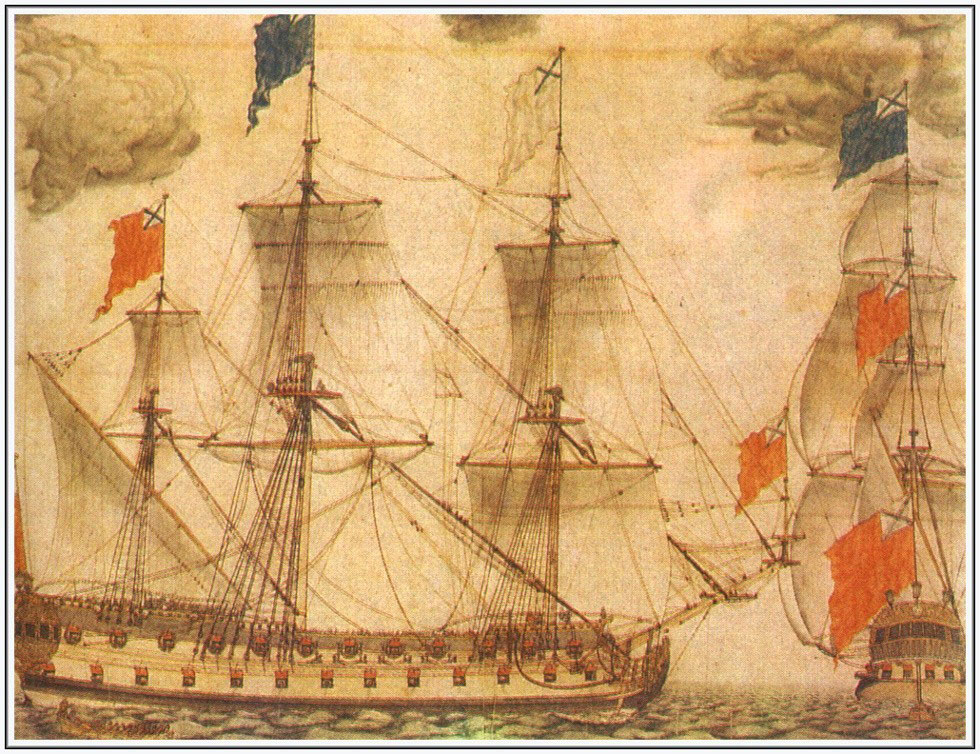
Линейный корабль «Гото Предестинация» на акварели Питера Бергмана

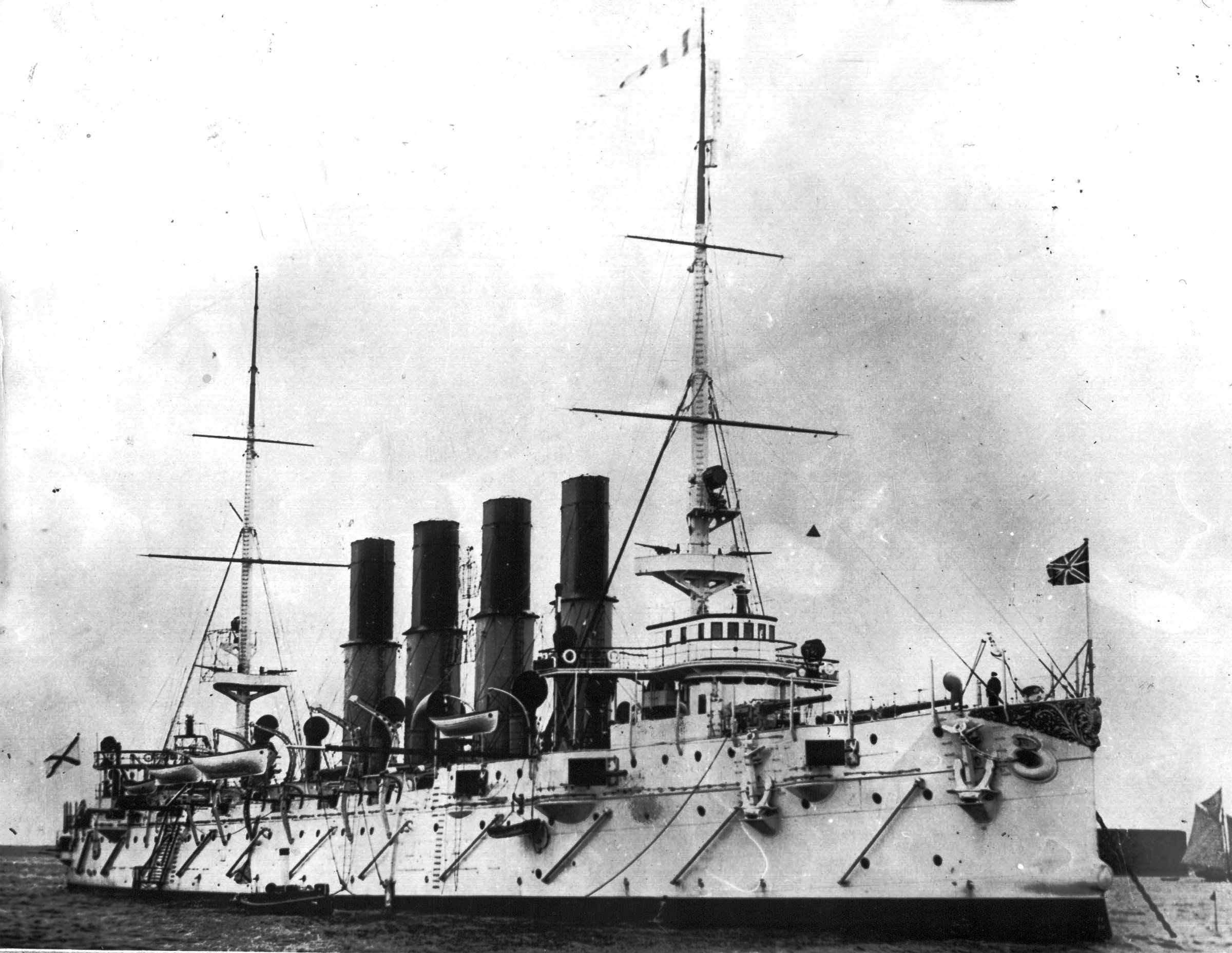
Крейсер «Варяг» стоит на якоре под Андреевским флагом и гюйсом на Кронштадтском рейде. 1901 год

Есть версия, что впервые флаг с Андреевским крестом поднимался на кораблях Переславской потешной флотилии около 1691 года.
В 1698 году (или по другим данным, в 1699 году) Петром I учреждён первый в России орден — орден Святого апостола Андрея Первозванного — для награждения за воинские заслуги и государственную службу. На знаке (кресте) ордена, покрытом синей финифтью, изображался распятый апостол Андрей. На концах креста помещались латинские буквы S. A. P. R., означающие сокращённое написание фразы на латыни — «Sanctus Andreas Patronus Russiae» (в переводе на русский язык: «Святой Андрей, покровитель России»).
Пётр I уделял много внимания разработке различных проектов флагов. Сохранилось множество рисунков морских флагов, выполненных им лично. В октябре-ноябре 1699 года на черновике инструкции Е. И. Украинцеву относительно протокольных вопросов русского посольства в Османскую империю рукой царя был изображён трёхполосный бело-сине-красный флаг, пересечённый по диагонали Андреевским крестом.
В 1700 году в русском флоте вводятся флаги адмирала (белого цвета), вице-адмирала (синего цвета) и шаутбенахта или контр-адмирала (красного цвета). В крыже (верхнем углу у древка) этих флагов помещался Андреевский крест на трёхполосном бело-сине-красном поле. Официально о праве кораблей русского флота на Андреевский флаг было заявлено в 1703 году после занятия острова Котлин. С этого времени флагу с Андреевским крестом придавалось символическое значение выхода России к четырём морям — Белому, Балтийскому, Азовскому и Каспийскому.
С 1709 года в крыжах военно-морских флагов Андреевский крест помещался уже на белом поле. А в 1712 году принят окончательный вариант кормового флага для главных сил флота (так называемой кордебаталии) и кораблей в одиночном плавании — Андреевский флаг белого цвета с синим крестом, доходящим до углов полотнища. Указанный флаг приведён в приложении к Морскому уставу 1720 года. При подготовке Устава Пётр I дал такое описание этого флага:

Флаг белый, через который синий крест Св. Андрея, того ради, что от сего апостола приняла Россия святое крещение.
— 
Также в приложении к Уставу приведены флаги авангарда (синий) и арьергарда (красный), у которых в крыже был Андреевский крест на белом поле. Правда, синий и красный флаги не использовались в 1732—1743 годах и в 1764—1797 годах, а корабли, к примеру, Черноморского флота с момента своего создания несли исключительно белый Андреевский флаг.
Морским уставом 1720 года подтверждён рисунок гюйса (или кейзер-флага), появившегося в конце XVII века. Этот флаг предназначался для подъёма на носу корабля. На гюйсе также помещался синий Андреевский крест.
В 1819 году для использования на кораблях Гвардейского экипажа в качестве стеньгового флага был учреждён Георгиевский адмиральский флаг. Он представлял собой Андреевский флаг с размещённым на красном щите в центре изображением святого Георгия Победоносца. За выдающиеся подвиги почётное право носить Георгиевский флаг в качестве кормового флага получили линейный корабль «Азов» (1827 год) и бриг «Меркурий» (1829 год). Позднее Георгиевский кормовой флаг могли нести только корабли, названные в честь героических предшественников — «Память Азова» и «Память Меркурия».
В 1837 году введены знамённые флаги (использовались в морских частях при их нахождении на берегу, например, при участии флотских экипажей в боевых действиях на суше). В качестве таковых были утверждены флаги дивизий флота. При этом 12-й флотский экипаж получил особый Георгиевский знамённый флаг (в память о подвиге линейного корабля «Азов» в Наваринском сражении).
В 1856 году Георгиевские знамённые флаги пожалованы всем флотским экипажам Черноморского флота (за их отличие при обороне Севастополя в 1854—1855 годах). С 1863 года вновь сформированным флотским экипажам выдавались знамённые флаги соответствующие флагам 2-й дивизии флота (то есть белые андреевские флаги), при этом Георгиевские знамённые флаги были сохранены.
В 1865 году отменено деление флота на дивизии, и по сути упразднены флаги авангарда и арьергарда. С этого времени кормовой белый Андреевский флаг становится общим военно-морским флагом боевых кораблей русского флота. А в 1870 году бывший синий флаг авангарда стал кормовым флагом вспомогательных судов флота.
После Октябрьской революции постановлением 1-го Всероссийского съезда военного флота от 18 ноября (1 декабря) 1917 года Андреевский флаг был фактически отменён. Однако он продолжал использоваться на кораблях Белого движения во время и после Гражданской войны в России. Лишь 29 октября 1924 года в городе Бизерта, на севере Африки, Андреевский флаг спустили последние русские корабли (за день до этого, 28 октября, Франция де-юре признала Советское правительство).
С 1992 года Андреевский флаг — Военно-морской флаг Российской Федерации.

Первоначальный вариант российского военно-морского флага с Андреевским крестом по эскизу Петра I
1699 года[28]
Андреевский флаг (изначально — флаг кордебаталии)
Флаг авангарда (с 1870 года — флаг вспомогательных судов флота)
Флаг арьергарда
Гюйс ВМФ России
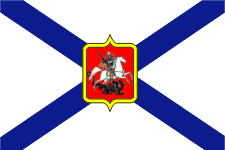
Георгиевский адмиральский флаг (в дальнейшем также Георгиевский кормовой флаг)

## Использование символики Андреевского флага
|  | По решению Венского конгресса 3 мая 1815 года создано Царство Польское. Данное государство, согласно конституции, обнародованной 20 июня того же года, находилось в личной унии с Российской империей «на вечные времена». Одним из последствий такого статуса польского государства стало то, что флагом его военных кораблей был утверждён Андреевский флаг, в левом верхнем углу которого помещался красный кантон с изображением серебряного коронованного орла — герба Польши. В 1833 году, после поражения Польского восстания 1830—1831 годов и обнародования Органического статута, этот флаг, как и остальные флаги Царства Польского, отменили. |

|  | В ноябре 1856 года Черноморским флотским экипажам №№ 29—45 были пожалованы Георгиевские знамённые флаги с надписью «За оборону Севастополя с 13 сентября 1854 года по 27 августа 1855 года». |

|  | Летом 1918 года на Азовском море создан флот Всевеликого войска Донского. 31 октября 1918 года в Своде морских установлений Донской республики опубликовано описание кормового флага военных кораблей. Это был Андреевский флаг, в центре которого помещался герб — в лазуревом поле серебряный олень, раненый золотой стрелой. |

|  | Революционные матросы Амурской военной флотилии (около 1918 г.) поднимали в качестве кормового флага красное полотнище с синим андреевским крестом. В 1920 году для судов флотилии был утверждён красный кормовой флаг с белым крыжом, в котором помещался синий андреевский крест. |

|  | Флаг Верховного правителя Российского государства адмирала А. В. Колчака, утверждённый в 1919 году. |

|  | После Октябрьской революции, несмотря на отмену большевиками других исторических символов России, гюйс Российского императорского флота использовался в РСФСР и СССР до 1924 года. С небольшими изменениями — в центральной части гюйса в белом круге изображалась красная звезда с серпом и молотом посередине — он продолжал применяться до 1932 года. |

|  | Во время Второй мировой войны символика Андреевского флага использовалась коллаборационистскими частями Русской освободительной армии А. А. Власова. |

## Современный период

Военно-морской флаг Российской Федерации, 1992—2000 годы

Военно-морской флаг Российской Федерации с 2001 года (уточнён цвет диагонального креста)

В январе 1992 года на Всероссийском офицерском собрании было предложено в связи с распадом СССР ходатайствовать о замене военно-морского флага СССР на традиционный флаг военно-морского флота России — Андреевский флаг.
21 июля 1992 года президент России Б. Н. Ельцин подписал указ № 798 о возвращении Андреевскому флагу статуса Военно-морского флага России (в этом качестве он используется и в настоящее время).
Современный Военно-морской флаг Российской Федерации представляет собой белое прямоугольное полотнище, пересечённое синим диагональным (Андреевским) крестом. Отношение ширины флага к его длине составляет 2:3, отношение ширины концов креста к длине флага — 1:10. Гюйс и крепостной флаг России также несут на себе Андреевский крест.
Официальное знамя Военно-морского флота России, основанное на флаге ВМФ России, было утверждено Федеральным законом от 29 декабря 2000 года № 162-ФЗ.
Андреевский флаг изображён на ведомственных медалях Министерства обороны Российской Федерации: «300 лет Балтийскому флоту», «За службу в морской пехоте» и «За службу в подводных силах».

## Крест святого Андрея на флаге Шотландии
С давних времён флаг с изображением белого креста святого Андрея на синем фоне является флагом Шотландии. В самой Шотландии этот флаг имеет неофициальные названия «Крест святого Андрея» (англ. Saint Andrew's Cross) и «Салтир» (англ. The Saltire).
Согласно легенде, в 832 году король Энгус II, возглавлявший объединённое войско пиктов и скоттов, в ночь перед битвой с англами молился о даровании победы на поле брани и дал обет, что в случае победы объявит святого апостола Андрея покровителем Шотландии. На следующий день началось сражение, и воины увидели в синем небе белый андреевский крест. Пиктов и скоттов это воодушевило, и они одержали победу. В результате апостол Андрей был провозглашён святым покровителем Шотландии.
Несмотря на эту легенду, самый древний известный исторический пример использования изображения святого Андрея на косом кресте как шотландского национального символа — это печать шотландской гвардии 1286 года. Флаг с Андреевским крестом впервые зафиксирован в печатном издании Vienna Book of Hours, появившемся около 1503 года. Однако белый крест тогда располагался не на синем, а на красном поле. Появление же непосредственно синего флага с белым косым крестом датируется примерно XV веком, а первое достоверное изображение подобного флага отмечено в «Шотландском гербовнике» Дэвида Линдсея около 1542 года.
После восшествия шотландского короля Якова VI на английский престол, 12 апреля 1606 года утверждён флаг нового государственного союза, объединивший в себе флаги обоих государств (английский Святого Георга и шотландский Святого Андрея) — так называемый «Юнион Джек» (англ. Union Jack). После объединения Англии и Шотландии в единое государство «Юнион Джек» становится его флагом. Затем в связи с присоединением Ирландии на этом флаге был помещён крест Святого Патрика, и британский флаг приобрёл свой современный вид.

Флаг Шотландии
Флаг личной унии Англии и Шотландии в 1606—1649 и 1660—1707 годах и Королевства Великобритании в 1707—1801 годах
Современный флаг Великобритании
Флаг канадcкой провинции Новая Шотландия

## Флаги, созданные на основе Андреевского флага

Флаг кораблей, катеров и судов Береговой охраны Пограничной службы ФСБ России
Флаг Архангельской области
Флаг Новороссии

## Андреевский флаг на почтовых марках

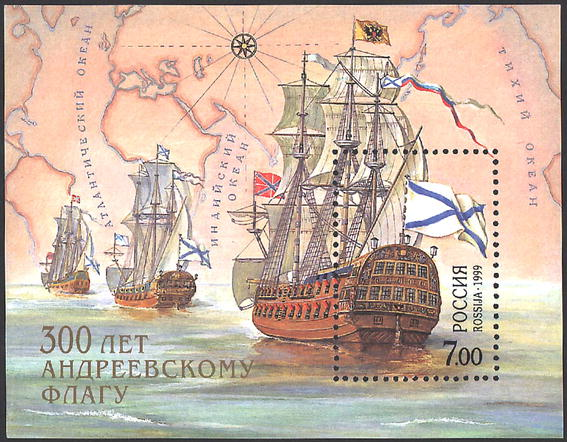
Почтовый блок «300 лет Андреевскому флагу»

В марте 1999 года «Почтой России» был выпущен почтовый блок «300 лет Андреевскому флагу». На почтовом блоке изображены парусные корабли военно-морского флота России эпохи Петра I с кормовыми Андреевскими флагами. Он получил Гран-при международного конкурса почтовых выпусков, проходившего в 2000 году в Риге (Латвия).
Также изображение Андреевского флага можно увидеть на почтовом блоке, выпущенном в 2008 году в честь 225-летия Черноморского флота России.

## Интересные факты
- Во флоте Российской империи традиционно последними напутственными словами командиров кораблей к своим экипажам перед боем были: «С нами Бог и Андреевский флаг!»[42][43].
- Под Андреевским флагом ходил на фрегате «Геркулес» Уильям Браун — национальный герой Аргентины, отец-основатель аргентинского флота. Его Андреевский флаг хранится в историческом музее города Лухана[44].
- Во время Гражданской войны в России, в начале 1918 года в городе Измаиле был сформирован Сводный Морской добровольческий полк под командованием полковника М. А. Жебрака-Русановича. Этому полку передали Андреевский знамённый флаг бывшего 1‑го Морского полка[комм. 2], ранее созданного из моряков Балтийского флота. Затем Сводный Морской полк вошёл в состав 1‑й бригады Русских добровольцев полковника М. Г. Дроздовского, и соответственно знамённый флаг полка стал знаменем бригады. С этим знаменем отряд полковника Дроздовского участвовал в известном походе к Дону. Летом 1918 года данный флаг становится знаменем 2‑го Офицерского стрелкового полка (позднее 1‑го стрелкового генерала Дроздовского полка) Добровольческой армии. В 1921 году флаг передан на хранение в русскую церковь в Белграде, откуда в 1945 году вывезен в Москву (позже отправлен в состав фондов Государственного Эрмитажа)[45][46].
- В феврале 1920 года тральщик «Китобой» под командованием лейтенанта Оскара Ферсмана ушёл из Ревеля (Эстония) ввиду возможности захвата корабля, подняв Андреевский флаг. 27 февраля 1920 года тральщик прибыл на рейд Копенгагена, где находилась мощная английская эскадра, командир которой приказал «Китобою» спустить Андреевский флаг, так как Великобритания его больше не признаёт. Ферсман отказался последовать этому требованию и заявил, что даст бой, несмотря на то, что у тральщика было всего две малокалиберные пушки. Конфликт уладила находившаяся в Копенгагене вдовствующая императрица Мария Фёдоровна. С её помощью корабль, не спустивший флага, снабдили продовольствием и углём. Далее тральщик направился вокруг Европы в Крым к генералу П. Н. Врангелю[43][47].
- Приказом Главнокомандующего Вооружёнными силами Юга России генерала Врангеля от 26 июня (9 июля) 1920 года № 117/190 в качестве коллективной военно-морской награды отличившимся кораблям русского флота был учреждён Николаевский вымпел. Согласно тексту приказа, он представлял собой обычный присвоенный данному кораблю (судну) вымпел (общий либо Георгиевский), однако имевший косицы из трёх горизонтальных полос: белой, синей и красной (этими вымпелами тогда же были награждены несколько кораблей и катеров Черноморского флота). Кроме того, тем же приказом учреждались Николаевские брейд-вымпелы, Николаевский адмиральский флаг и Николаевский Георгиевский адмиральский флаг (указанные брейд-вымпелы и флаги могли подниматься исключительно на кораблях, награждённых Николаевскими вымпелами). Николаевские брейд-вымпелы отличались от обычных брейд-вымпелов наличием трёхцветных бело-сине-красных косиц. В свою очередь, Николаевский адмиральский флаг представлял собой белое полотнище с синим диагональным крестом (то есть Андреевский флаг) с размещённой в центре креста круглой трёхцветной кокардой (красный круг, последовательно обведённый полосами синего и белого цветов). Николаевский Георгиевский адмиральский флаг имел вокруг центрального щита с изображением святого Георгия Победоносца трёхцветную ленту: первая полоса от щита — красного цвета, вторая — синего и третья — белого[48][49].
- 1 августа 1921 года специальным постановлением утверждены военно-морские флаги Дальневосточной республики (ДВР). В частности, кормовой военный флаг этого государственного образования был описан так: «Красный флаг с синим Андреевским крестом; в углах креста: в левом углу Д, в верхнем В и в правом Р»[50].
- В 1942 году по инициативе начальника Организационно-строевого управления ВМФ капитана 1-го ранга Б. М. Хомича на советском военно-морском флоте предлагалось ввести видоизменённый Андреевский флаг в качестве кормового корабельного флага: по проекту на косой голубой крест, расположенный на белом полотнище флага, посередине накладывались красные диагональные полосы. По мнению Б. М. Хомича, подобный флаг отражал бы героическое прошлое русского флота и преемственность его традиций в советском военно-морском флоте. Однако этот проект в итоге не утвердили[51].
- Ещё один проект на основе Андреевского флага был на сей раз реализован в СССР: 26 марта 1950 года для судов Досфлота (Всесоюзного добровольного общества содействия Военно-морскому флоту) утвердили голубое полотнище с голубым диагональным крестом на белой подкладке, в центре флага помещался синий адмиралтейский якорь в золотом венке, на веретене якоря — развевающийся кормовой флаг советского ВМФ (ниже якоря находилась красная лента с надписью «ДОСФЛОТ»). Просуществовал подобный флаг недолго — в 1951 году вместо трёх отдельных обществ (содействия армии, авиации и флоту) создали одно — ДОСААФ СССР. Для этого общества в 1952 году утвердили новый флаг[52][53][54].
- На радио «Эхо Москвы» выходила передача «Под Андреевским флагом»[55]. Её ведущим был начальник пресс-службы ВМФ России капитан 1-го ранга Игорь Дыгало.
- В ноябре 2014 года на конкурсе красоты «Миссис мира» в США актриса Наталья Николаева впервые представляла Крым и Севастополь, выходя под Андреевским флагом[56].

## Комментарии
1. ↑  Из протокола заседания 1-го Всероссийского съезда военного флота от 18 ноября (1 декабря) 1917 года:
«…мы, 1-й Всероссийский съезд военного флота, постановили: поднять на всех судах Всероссийского военного флота вместо андреевского флага флаг Интернационала…

Предложение принимается единогласно. Вносят предложение решить, на какое время красный флаг поднимается. Тов. Дыбенко делает разъяснение, что красный флаг поднимается на время заседания съезда, а в дальнейшем андреевский флаг будет заменён республиканским».

Но несмотря на это постановление, кормовые Андреевские и даже должностные флаги русского флота продолжали ещё некоторое время подниматься на кораблях, находившихся в юрисдикции Советской России (см. Басов А. Н. История военно-морских флагов. — М.: АСТ; СПб.: Полигон, 2004. — С. 88—89. — ISBN 5-17-022747-7).
2. ↑  Знамённый флаг образца 1837 года пожалован 1‑му Морскому полку весной 1916 года.